# Grace Byers
Grace Byers (de soltera Gealey; Islas Caimán, 26 de julio de 1984) es una actriz estadounidense, conocida por su papel como Anika Calhoun en el drama de la industria de música de Fox, Empire, y es conocida por su papel como Reeva Payge en la serie de X-men de Fox, The Gifted.

## Primeros años
Gealey nació en Butler, Pensilvania, y fue criada en las Islas Caimán desde su infancia. Después de moverse a los Estados Unidos, estudió bachillerato en Artes de Teatro en la Universidad de Florida Del Sur en Tampa. Gealey después asistió a la Universidad de California, Irvine, donde recibió su Maestría de Bellas Artes en actuación.

## Carrera
Gealey entonces se movió a la Ciudad de Nueva York donde actuó en Off-Broadway, incluyendo Venus Flytrap: A Femme Noir Mystery, y Rent. En 2013, actuó en las producciones de Chicago de The Misanthrope y Tartuffe. En 2014, Gealey estuvo en el elenco como Anika Calhoun en el musical de Fox con horario de máxima audiencia , Empire con Terrence Howard y Taraji P. Henson. La serie debutó el 7 de enero de 2015.

## Vida personal
Gealey Devino se comprometió con la co-estrella de Empire Trai Byers en 2015. Ella y Byers se casaron en La isla Gran Caimán el 14 de abril de 2016. En octubre de 2022 se hizo público que estaba embarazada por primera vez. En mayo de 2023 se hizo público el nacimiento de su hijo.

## Filmografía

### Televisión
| Año       | Título     | Personaje     | Notas                        |
| --------- | ---------- | ------------- | ---------------------------- |
| 2015–18   | Empire     | Anika Calhoun | Principal                    |
| 2018-19   | The Gifted | Reeva Payge   | Principal, 16 episodios      |
| 2019      | Tales      | Edie          | Invitada, episodio:"My Life" |
| 2021-2025 | Harlem     | Quinn         | Principal                    |

### Cine
| Año  | Título              | Rol   | Notas  |
| ---- | ------------------- | ----- | ------ |
| 2018 | Bent                | Kate  | [ 14 ] |
| 2023 | The Retirement Plan | Sarah |        |